# كورت راينهارد (مصور)
كورت راينهارد (بالألمانية: Kurt Reinhard)‏ (و. م) هو مصور نمساوي.

## جوائز
حصل على جوائز منها:

صالحون بين الأمم